# HD 224693
HD 224693 (auch bekannt als HIP 118319) ist ein Stern vom Typus Gelber Unterriese, der von der Erde etwa 93 Parsec (ca. 307 Lichtjahre) entfernt liegt und im Sternbild Walfisch zu finden ist. Seit 2006 ist bekannt, dass HD 224693 von einem Planeten umkreist wird.

## Daten des Sterns
Der Stern ist vom Spektraltyp G2IV, hat eine gravitative Wirkung von 1,33 Sonnenmassen und hat etwa den 1,7-fachen Sonnenradius (±0,3 Sonnenradien). Die Leuchtkraft des Sternes ist ca. 3,91 Mal so groß wie die der Sonne. Die Oberflächentemperatur beträgt zwischen 5996 Kelvin und 6081 Kelvin. HD 224693 besitzt eine scheinbare Helligkeit von 8,23 mag.

## HD 224693 b
Der Exoplanet mit der systematischen Bezeichnung HD 224693 b umkreist seinen Stern in 27 Tagen in einer Entfernung von ca. 0,27 Astronomischen Einheiten (AU). Die Masse des Objektes ist größer als die 0,71-fache Jupitermasse, eine Obergrenze kann momentan noch nicht angegeben werden. Die Entdeckung des Planeten erfolgte am 18. April 2006.